# Городской клинический онкологический диспансер (Санкт-Петербург)
Городско́й клини́ческий онкологи́ческий диспансе́р (Санкт-Петербургское государственное учреждение здравоохранения «Городской клинический онкологический диспансер», СПбГУЗ ГКОД) — Санкт-Петербургское клиническое лечебно-профилактическое учреждение, где осуществляются помощь больным доброкачественными и злокачественными новообразованиями. Создан в 1946 году. В 2002 году, с целью более эффективного оказания медицинской помощи населению, переведён в здание ликвидированной медико-санитарной части № 7 им. А. Е. Васильева ОАО «Кировский завод».

## История здания и медико-санитарной части
Здание современного онкоцентра было построено в 1979 году как учреждение здравоохранения, получившее название: «Многопрофильная больница объединения «Кировский завод»» (арх. Э. В. Кондратович и Е. Н. Сперанский).
На апрель 2002 года количество многопрофильных мест в больнице составляло 614 коек, также был превышен лимит по стационарной экстренной помощи. Несмотря на это Комитет по здравоохранению Санкт-Петербурга принимает решение о ликвидации ЛПУ и создания в его здании современного онкоцентра для лечения как доброкачественных, так и злокачественных опухолей.
Решение вызвало неоднозначное решение у жителей Кировского района. Так, газета «Новый Петербург» писала:  

На прошлой неделе в Законодательном собрании состоялись очередные депутатские слушания по этому поводу, на которых выступали депутат Госдумы Игорь Артемьев и депутат ЗакСа Вадим Тюльпанов. Они говорили о недопустимости закрытия единственной (!!!) больницы для их избирателей в Кировском районе. Артемьев обещал добиться в Москве целевого бюджетного финансирования для завершения долгостроя онкологического диспансера в Песочном (строительство было приостановлено еще в 1987 году, и сейчас эта стройка практически брошена, а всё, что было сделано, потихоньку разрушается). Тюльпанов считает, что закрытие МСЧ-7 проблем городской онкологии всё равно не решит (так, например, больных из отделения лучевой терапии предполагается возить на процедуры через весь город, на Берёзовую аллею!!!), а единственную больницу район потеряет навсегда. И никто этого не отрицает, несмотря на активно застраивающийся новостройками Северо-Запад и увеличение количества жителей.
Несмотря на ряд возражений МСЧ была преобразована в онкологический центр.

### История Городского онкологического диспансера
По постановлению Верховного Совета СССР и Народного Комиссариата здравоохранения СССР в 1946 году образован Городской онкологический диспансер на базе ряда лечебных учреждений Ленинграда.
В 1958 году диспансер переводится в отдельное здание, расположенное на улице Красной Связи, д. 17, а уже с января 1964 года размещается на Каменном острове (2-я Берёзовая аллея, д. 3—5).
В 2002 году переезжает в здание бывшей МСЧ Кировского района и получает название: Городской клинический онкологический диспансер
В ноябре 2018 г. главным врачом ГКОД назначен д.м.н., профессор, Топузов Эльдар Эскендерович.
В 2019 г. на базе диспансера открыты Центр противоопухолевой лекарственной терапии; кабинет фотодинамической терапии; клинико-диагностический центр нейроэндокринных опухолей, организован амбулаторный прием пациентов на базе пр. Ветеранов, 56.
2020 г. — ГКОД активно участвовал в реализации целевых программ Российской Федерации и Санкт-Петербурга. Одна из важных программ — Распоряжение Правительства Санкт-Петербурга от 28.06.2019 г. № 21-рп «Об утверждении Региональной программы Санкт-Петербурга „Борьба с онкологическими заболеваниями“ на 2019-2024 годы». В рамках исполнения региональной программы ключевыми событиями стали открытие 01.12.2020 г. на базе пр. Ветеранов, 56 Центра амбулаторной онкологической помощи Кировского района (ЦАОП); приобретение третьего компьютерного томографа.
Фильм к 75-летию ГКОД.

## Отделения
В больнице оказываются многие услуги, связанные с лечением опухолей, имеются отделения:
- Поликлиническое (2-я Березовая аллея, д. 3/5)
- Приемное отделение
- Онкологическое отделение хирургических методов лечения № 1 (опухолей молочной железы)
- Онкологическое отделение хирургических методов лечения № 2 (опухолей молочной железы)
- Онкологическое отделение хирургических методов лечения № 3 (онкогинекологическое)
- Онкологическое отделение хирургических методов лечения № 4 (абдоминальной онкологии и рентгенхирургических методов диагностики и лечения)
- Онкологическое отделение хирургических методов лечения № 5 (онкоурологии)
- Онкологическое отделение хирургических методов лечения № 6 (торакальной онкологии и опухолей кожи)
- Онкологическое отделение хирургических методов лечения  опухолей головы и шеи № 7
- Онкологическое отделение хирургических методов лечения опухолей головы и шеи № 8
- Дневной стационар хирургических методов лечения № 9
- Онкологическое химиотерапевтическое отделение (противоопухолевой лекарственной терапии) № 10
- Онкологическое химиотерапевтическое отделение (противоопухолевой лекарственной терапии) № 11
- Онкологическое химиотерапевтическое отделение (противоопухолевой лекарственной терапии) № 12
- О нкологическое химиотерапевтическое отделение (противоопухолевой лекарственной терапии) № 13
- Отделение радиотерапии № 14
- Отделение радиотерапии № 16
- Отделение химиотерапии № 17
- Дневной стационар хирургических методов лечения № 18
- Эндоскопическое отделение
- Отделение анестезиологии и реанимации
- Отделение реанимации и интенсивной терапии
- Кабинет фотодинамической терапии
- Клинико-диагностическая лаборатория
- Цитологическая лаборатория
- Отделение лучевой диагностики № 1
- Отделение лучевой диагностики № 2
- Отделение лучевой диагностики № 3
- Патологоанатомическое отделение
- Радиоизотопная лаборатория
- Центр амбулаторной онкологической помощи Кировского района
- Отделение переливания крови
- Отделение медицинской реабилитации (с центром реабилитации стомированных пациентов) № 15